# Víctor Cervera Pacheco
Víctor Manuel Cervera Pacheco (Dzemul, Yucatán; 23 de abril de 1936-Mérida, Yucatán; 18 de agosto de 2004) fue un político mexicano. Fue varias veces legislador federal representando a su estado en el Congreso de la Unión, presidente municipal de Mérida y gobernador del Estado de Yucatán en dos ocasiones.

## Inicio político
Se inició desde muy joven en su manifiesta vocación, la política. Fue presidente de la Federación Estudiantil Yucateca (FEY). Se caracterizó por su temperamento contestatario y rebelde, lo que le suscitó dificultades frente a los gobiernos de su estado, pero le permitió consolidar un liderazgo notable y una popularidad singular.
Fue el diputado más joven de la legislatura local. Posteriormente fue alcalde de Mérida, también a temprana edad. En los años 80, es electo secretario general de la Confederación Nacional Campesina (CNC), sector agrario del Partido Revolucionario Institucional, (PRI).

## Gobernador interino
En 1984, siendo aún parte de la LII Legislatura del Congreso Federal como diputado, cargo al que renuncia, sustituye en la gubernatura del estado de Yucatán al general Graciliano Alpuche Pinzón quien llegó al poder público del estado sin los atributos necesarios para enfrentar una difícil época de transición provocada por el agotamiento del sistema de subsidios en que la industria henequenera —principal actividad socioeconómica de Yucatán- se encontraba. Durante esta, su primera gestión al frente del poder ejecutivo de Yucatán, promovió la construcción del puerto de altura de Progreso, Yucatán, una de las piezas de infraestructura más importantes del estado.  Promovió también numerosas obras carreteras y turísticas y en su conjunto el programa de reordenación henequenera y la diversificación económica que sustrajo a Yucatán de la crónica dependencia del monocultivo henequenero en la que estaba.

## Secretario de la Reforma Agraria
A finales de 1988 fue nombrado Secretario de la Reforma Agraria por el presidente Carlos Salinas de Gortari a la luz de su experiencia como líder campesino y del éxito que tuvo en su estado natal como gobernador durante los cuatro años previos. En tal posición tuvo en sus manos la aplicación de la modificación del artículo 27 constitucional. A diferencia de lo ocurrido en los últimos tiempos, su gestión se vio libre de conflictos agrarios. Se le acusó de provocar la caída del entonces gobernador Víctor Manzanilla Schaffer que fue desplazado de su cargo, en la época del gobierno salinista, para que la senadora Dulce María Sauri Riancho ocupara la gubernatura del estado en el año de 1991.

## Gobernador  Constitucional
En 1995 fue postulado candidato de unidad del Partido Revolucionario Institucional a gobernador de  su estado natal, suscitándose la polémica respecto a la legalidad de su eligibilidad en virtud de que ya había sido gobernador. Se resolvió a su favor el conflicto político-legal que se generó y fue elegido al cargo, que ocupó hasta el año 2001. 
En su segundo mandato al frente del gobierno de Yucatán, le correspondió hacer frente a los efectos de la profunda crisis económica que abatió a México en 1995. En los primeros años de su mandato emprendió acciones para mitigar los efectos de tal crisis en Yucatán. Implementó programas de construcción de calles, banquetas y albarradas (bardas rurales), programas de rescate de la economía familiar orientados a las clases más desfavorecidas del estado: aves de traspatio, huertos familiares,  empleo temporal.
Condujo también programas de mejoras materiales en los municipios del interior del Estado. Asimismo promovió y puso en marcha otros programas para la consolidación económica de Yucatán, a saber: el gasoducto Ciudad Pemex-Tabasco, la central termoeléctrica Mérida III, el aeropuerto internacional de Kaua, la ampliación y mejoramiento del puerto de altura de Progreso, Yucatán y el "Centro de Convenciones Yucatán Siglo XXI" en donde antes había estado ubicado el centro industrializador de Cordemex. 
Al final de su gestión se vio envuelto en un serio conflicto con las autoridades federales al impugnar y promover que el Congreso de Yucatán, que le era propicio, desacatara una sentencia del Tribunal Federal Electoral acerca de la integración del Consejo Electoral del Estado. Una de las características de este conflicto es que Cervera Pacheco hizo renacer entre la población civil la histórica postura de rebeldía yucateca frente al poder público central de México. Se hicieron circular inclusive, profusamente, calcomanías de la bandera de Yucatán, emblema de la independencia del estado con respecto a la república mexicana, en el siglo XIX. Este hecho considerado de intolerable desafío por algunos, ocurrió con el regocijo de buena parte de la población yucateca y el enojo manifiesto de las autoridades federales.

## Fin de su carrera política
Concluido su mandato como gobernador, intentó el año 2004 ser electo alcalde de Mérida, Yucatán, capital del estado y bastión indiscutible de su actividad política. Es derrotado por un margen de 12,742 sufragios por su contrincante del Partido Acción Nacional (PAN), Manuel Fuentes Alcocer.
Poco tiempo después, murió en la ciudad de Mérida el 18 de agosto del 2004, víctima de un paro cardíaco.